# Campeonato Europeu de Esportes Aquáticos de 1970
O Campeonato Europeu de Esportes Aquáticos de 1970 foi a 12ª edição do evento organizado pela Liga Europeia de Natação (LEN). A competição foi realizada entre os dias 5 e 13 de setembro de 1970, em Barcelona na Espanha. O programa de natação foi significativamente expandido. Homens e mulheres competiram nos 200 m livre, 100 m peito e 200 medley individual pela primeira vez. Além disso, no programa de natação masculina foram introduzidos os 100 m costas, após ter estado ausente nos dois últimos campeonatos. No programa de natação feminino, foram introduzidos os 800 m livres, 200 m costas e 200 m borboleta. 

## Medalhistas

### Natação
Masculino
| Evento          | Ouro                                                                                    | Ouro    | Prata                                                                                    | Prata   | Bronze                                                                                  | Bronze  |
| 100 m Livre     | Michel Rousseau · França                                                                | 52.9    | Roland Matthes · Alemanha Oriental                                                       | 53.5    | Georgiy Kulikov · União Soviética                                                       | 53.7    |
| 200 m Livre     | Hans Fassnacht · Alemanha Ocidental                                                     | 1:55.2  | Gunnar Larsson · Suécia                                                                  | 1:55.7  | Georgiy Kulikov · União Soviética                                                       | 1:56.6  |
| 400 m Livre     | Gunnar Larsson · Suécia                                                                 | 4:02.6  | Hans Fassnacht · Alemanha Ocidental                                                      | 4:03.0  | Santiago Esteva Espanha                                                                 | 4:08.3  |
| 1500 m Livre    | Hans Fassnacht · Alemanha Ocidental                                                     | 16:19.9 | Werner Lampe · Alemanha Ocidental                                                        | 16:25.6 | Santiago Esteva Espanha                                                                 | 16:35.7 |
| 100 m Costas    | Roland Matthes · Alemanha Oriental                                                      | 58.9    | Santiago Esteva Espanha                                                                  | 59.9    | Bob Schoutsen · Países Baixos                                                           | 1:00.4  |
| 200 m Costas    | Roland Matthes · Alemanha Oriental                                                      | 2:08.8  | Santiago Esteva Espanha                                                                  | 2:09.7  | Volker Werner · Alemanha Oriental                                                       | 2:11.5  |
| 100 m Peito     | Nikolay Pankin · União Soviética                                                        | 1:06.8  | Roger-Philippe Menu · França                                                             | 1:07.8  | Rolf Klees · Alemanha Ocidental                                                         | 1:08.1  |
| 200 m Peito     | Klaus Katzur · Alemanha Oriental                                                        | 2:26.0  | Nikolay Pankin · União Soviética                                                         | 2:26.1  | Walter Kusch · Alemanha Ocidental                                                       | 2:28.2  |
| 100 m Borboleta | Hans Lampe · Alemanha Ocidental                                                         | 57.5    | Udo Poser · Alemanha Oriental                                                            | 57.9    | Vladimir Nemshilov · União Soviética                                                    | 58.0    |
| 200 m Borboleta | Udo Poser · Alemanha Oriental                                                           | 2:08.0  | Folkert Meeuw · Alemanha Ocidental                                                       | 2:08.2  | Hartmut Flöckner · Alemanha Oriental                                                    | 2:09.6  |
| 200 m Medley    | Gunnar Larsson · Suécia                                                                 | 2:09.3  | Matthias Pechmann · Alemanha Oriental                                                    | 2:13.6  | Hans Ljungberg · Suécia                                                                 | 2:14.3  |
| 400 m Medley    | Gunnar Larsson · Suécia                                                                 | 4:36.2  | Hans Fassnacht · Alemanha Ocidental                                                      | 4:36.9  | Matthias Pechmann · Alemanha Oriental                                                   | 4:40.6  |
| 4x100 m Livre   | União Soviética · Vladimir Bure · Viktor Mazanov · Georgiy Kulikov · Leonid Ilyichev    | 3:32.3  | Alemanha Ocidental · Gerhard Schiller · Rainer Jacob · Folkert Meeuw · Hans Fassnacht    | 3:34.1  | Alemanha Oriental · Roland Matthes · Lutz Unger · Frank Seebald · Udo Poser             | 3:34.6  |
| 4x200 m Livre   | Alemanha Ocidental · Werner Lampe · Olaf von Schilling · Folkert Meeuw · Hans Fassnacht | 7:49.5  | União Soviética · Georgiy Kulikov · Ahmed Anarbayev · Aleksandr Samsonov · Vladimir Bure | 7:52.8  | Alemanha Oriental · Lutz Unger · Wilfried Hartung · Roland Matthes · Udo Poser          | 7:54.5  |
| 4x100 m Medley  | Alemanha Oriental · Roland Matthes · Klaus Katzur · Udo Poser · Lutz Unger              | 3:54.4  | França · Jean-Paul Berjeau · Roger-Philippe Menu · Alain Mosconi · Michel Rousseau       | 3:57.6  | União Soviética · Viktor Krasko · Nikolay Pankin · Vladimir Nemshilov · Leonid Ilyichev | 3:58.0  |

Feminino
| Evento          | Ouro                                                                                           | Ouro   | Prata | Prata  | Bronze                                                                                 | Bronze |
| 100 m Livre     | Gabriele Wetzko · Alemanha Oriental                                                            | 59.6   | Mirjana Šegrt · Iugoslávia                                                                                     | 1:00.8 | Alexandra Jackson · Reino Unido                                                        | 1:00.8 |
| 200 m Livre     | Gabriele Wetzko · Alemanha Oriental                                                            | 2:08.2 | Mirjana Šegrt · Iugoslávia                                                                                     | 2:11.9 | Yvonne Nieber · Alemanha Oriental                                                      | 2:12.8 |
| 400 m Livre     | Elke Sehmisch · Alemanha Oriental                                                              | 4:32.9 | Gunilla Jonsson · Suécia                                                                                       | 4:36.8 | Karin Tülling · Alemanha Oriental                                                      | 4:38.0 |
| 800 m Livre     | Karin Neugebauer · Alemanha Oriental                                                           | 9:29.1 | Linda de Boer · Países Baixos                                                                                  | 9:35.7 | Novella Calligaris · Itália                                                            | 9:38.8 |
| 100 m Costas    | Tinatin Lekveishvili · União Soviética                                                         | 1:07.8 | Andrea Gyarmati · Hungria                                                                                      | 1:07.9 | Cobie Buter · Países Baixos                                                            | 1:08.5 |
| 200 m Costas    | Andrea Gyarmati · Hungria                                                                      | 2:25.5 | Barbara Hofmeister · Alemanha Oriental                                                                         | 2:26.6 | Tinatin Lekveishvili · União Soviética                                                 | 2:27.1 |
| 100 m Peito     | Galina Prozumenshchikova · União Soviética                                                     | 1:15.6 | Uta Frommater · Alemanha Ocidental                                                                             | 1:16.9 | Alla Grebennikova · União Soviética                                                    | 1:16.9 |
| 200 m Peito     | Galina Prozumenshchikova · União Soviética                                                     | 2:40.7 | Alla Grebennikova · União Soviética                                                                            | 2:43.5 | Dorothy Harrison\|GBR}}                                                                | 2:45.6 |
| 100 m Borboleta | Andrea Gyarmati · Hungria                                                                      | 1:05.0 | Helga Lindner · Alemanha Oriental                                                                              | 1:05.6 | Edeltraut Koch · Alemanha Ocidental                                                    | 1:05.8 |
| 200 m Borboleta | Helga Lindner · Alemanha Oriental                                                              | 2:20.2 | Mirjana Šegrt · Iugoslávia                                                                                     | 2:24.5 | Evelyn Stolze · Alemanha Oriental                                                      | 2:25.6 |
| 200 m Medley    | Martina Grunert · Alemanha Oriental                                                            | 2:26.6 | Evelyn Stolze · Alemanha Oriental                                                                              | 2:29.3 | Shelagh Ratcliffe · Reino Unido                                                        | 2:29.6 |
| 400 m Medley    | Evelyn Stolze · Alemanha Oriental                                                              | 5:07.0 | Brigitte Schuchardt · Alemanha Oriental                                                                        | 5:18.3 | Shelagh Ratcliffe · Reino Unido                                                        | 5:19.6 |
| 4x100 m Livre   | Alemanha Oriental · Gabriele Wetzko · Iris Komar · Elke Sehmisch · Sabine Schulze              | 4:00.8 | Hungria · Andrea Gyarmati · Judit Turóczy · Edit Kovács · Magdolna Patoh                                       | 4:02.7 | Suécia · Elisabeth Berglund · Eva Andersson · Anita Zarnowiecki · Gunilla Jonsson      | 4:07.4 |
| 4x100 m Medley  | Alemanha Oriental · Barbara Hofmeister · Brigitte Schuchardt · Helga Lindner · Gabriele Wetzko | 4:30.1 | União Soviética · Tinatin Lekveishvili · Galina Prozumenshchikova · Valentina Tutayeva · Tatyana Zolotnitskaya | 4:31.3 | Alemanha Ocidental · Angelika Kraus · Uta Frommater · Heike Nagel · Heidemarie Reineck | 4:33.4 |

### Saltos Ornamentais
Masculino
| Evento          | Ouro                               | Ouro   | Prata                  | Prata  | Bronze                           | Bronze |
| Trampolim 3 m   | Franco Cagnotto · Itália           | 555.21 | Klaus Dibiasi · Itália | 534.72 | Vladimir Vasin · União Soviética | 529.80 |
| Plataforma 10 m | Lothar Matthes · Alemanha Oriental | 454.74 | Klaus Dibiasi · Itália | 444.18 | Franco Cagnotto · Itália         | 435.36 |

Feminino
| Evento          | Ouro                              | Ouro   | Prata                              | Prata  | Bronze                             | Bronze |
| Trampolim 3 m   | Heidi Becker · Alemanha Oriental  | 420.63 | Marina Janicke · Alemanha Oriental | 407.22 | Tamara Safonova · União Soviética  | 405.60 |
| Plataforma 10 m | Milena Duchková · Tchecoslováquia | 336.33 | Marina Janicke · Alemanha Oriental | 329.85 | Sylvia Fiedler · Alemanha Oriental | 322.26 |

### Polo Aquático
| Evento    | Ouro            | Prata   | Bronze     |
| Masculino | União Soviética | Hungria | Iugoslávia |

## Quadro de medalhas
| Ordem | País               | Medalha de ouro | Medalha de prata | Medalha de bronze | Total |
| ----- | ------------------ | --------------- | ---------------- | ----------------- | ----- |
| 1     | Alemanha Oriental  | 16              | 9                | 9                 | 34    |
| 2     | União Soviética    | 6               | 4                | 8                 | 18    |
| 3     | Alemanha Ocidental | 4               | 6                | 4                 | 14    |
| 4     | Suécia             | 3               | 2                | 2                 | 7     |
| 5     | Hungria            | 2               | 3                | 0                 | 5     |
| 6     | Itália             | 1               | 2                | 2                 | 5     |
| 7     | França             | 1               | 2                | 0                 | 3     |
| 8     | Tchecoslováquia    | 1               | 0                | 0                 | 1     |
| 9     | Iugoslávia         | 0               | 3                | 1                 | 4     |
| 10    | Espanha            | 0               | 2                | 2                 | 4     |
| 11    | Países Baixos      | 0               | 1                | 2                 | 3     |
| 12    | Reino Unido        | 0               | 0                | 4                 | 4     |
| Total | Total              | 34              | 34               | 34                | 102   |